# Matty Matlock
Julian Clifton „Matty“ Matlock (* 27. April 1907 in Paducah, Kentucky; † 14. Juni 1978) war ein US-amerikanischer Dixieland-Jazz-Musiker (Klarinette, Tenorsaxophon), Arrangeur und Bandleader.

## Leben
Matty Matlock wuchs in Nashville, Tennessee auf und wurde bekannt, als er 1929 Benny Goodman in der  Band von Ben Pollack ersetzte. Er blieb bis 1934 bei Pollack und war dort als Arrangeur und Klarinettist tätig. Von 1935 bis 1942 arbeitete er bei Bob Crosby als Solo-Klarinettist („Who’s Sorry Now“, „Fidgety Feet“ 1937) als auch als Saxophonist im Holzbläsersatz; außerdem schrieb er Arrangements für die Band, „Wolverine Blues“ und „Panama“. In dieser Zeit nahm er auch mit Bunny Berigan („Who’s Afraid of Love“ 1937), Gene Gifford („Nothing But the Blues“ 1938), Vic Berton und Wingy Manone auf. 
1943 ließ er sich in Kalifornien nieder und spielte ab Ende der 1940er-Jahre in Dixieland-Orchestern. Im Laufe seiner Karriere arbeitete Matlock als Arrangeur für verschiedene Fernseh-Shows und Soundtracks von Kinofilmen. 1958/59 nahm er einige Alben unter eigenem Namen auf, wie Pete Kelly Let His Hair Down und And They Called It Dixieland.

## Diskographische Hinweise
Alben als Bandleader
- Dixieland (Douglass Phonodisc)

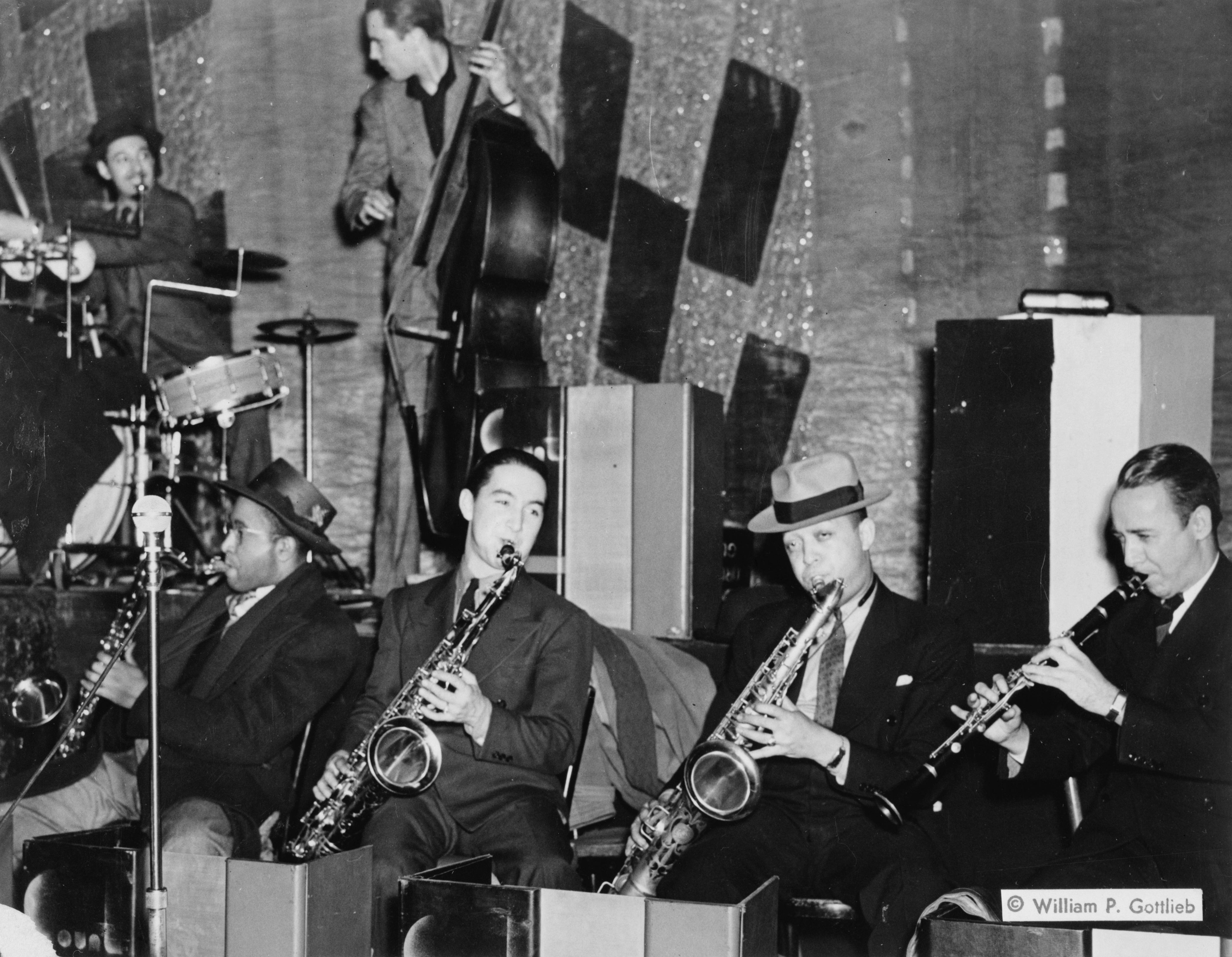
Ray Bauduc, Herschel Evans, Bob Haggard, Eddie Miller, Lester Young, Matty Matlock, Howard Theatre, Washington D.C., ca. 1941.
Fotografie von William P. Gottlieb.

- Four-Button Dixie (Douglass Phonodisc)
- They Made It Twice As Nice As Paradise and They Called It Dixieland (Douglass Phonodisc)
- Matty Matlock and the Paducah Patrol The Dixieland Story (Warner Bros. WS1318 1959)

Alben als Sideman
- Ella Fitzgerald: Ella Fitzgerald Sings the Irving Berlin Song Book (Verve Records)
- Ray Heindorf: Pete Kelly’s Blues (Columbia Records)
- Beverly Jenkins: Gordon Jenkins Presents My Wife The Blues Singer (Impulse! Records)
- Ben Pollack: Ben Pollack’s Pick-A-Rib Boys: Dixieland (Savoy Records), Dixieland Vols. 1, 2 & 3 (Savoy)
- Frank Sinatra: Where Are You?, No One Cares (beide Capitol Records)